# 玉龙纳西族自治县
玉龙纳西族自治县是中华人民共和国云南省丽江市下属的一个纳西族自治县，也是中国唯一的纳西族自治县。该县位于云南省西北，面积6200平方千米，平均海拔2,392米。2020年总人口22.40万人，少数民族人口占全县人口的85.9%，纳西族占55.8%。距丽江市区7千米，距省会昆明502千米。玉龙纳西族自治县于2002年12月由原丽江纳西族自治县析置。
玉龙纳西族自治县以其境内的长江第一湾、玉龙雪山及山麓风景、文海、虎跳峡和东巴文化等闻名。其中，玉龙雪山是现今中华人民共和国乃至歐亞大陸纬度最低终年积雪雪山。

## 历史沿革

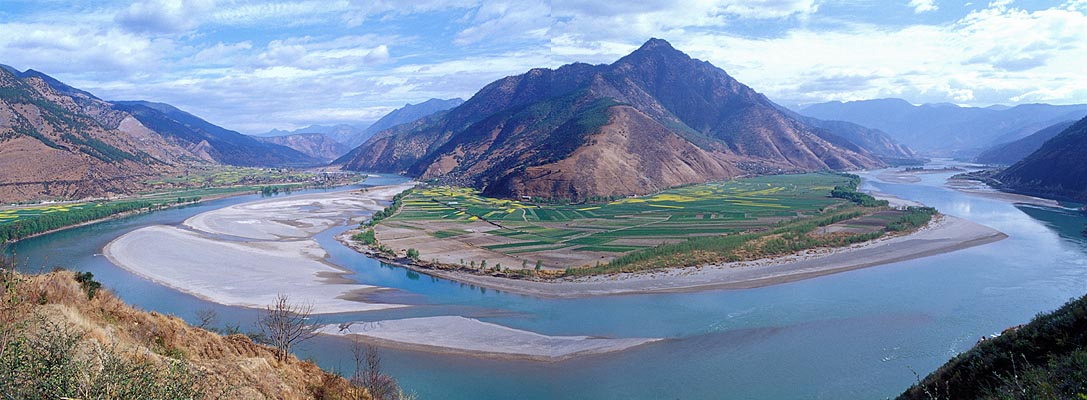
位于玉龙纳西族自治县石鼓望去的长江第一湾，金沙江从北南下（图左方）后在此转向北流去（图右方）

- 西汉元鼎六年（前111年），此地区划归越嶲郡，属遂久县。
- 唐代调露二年（680年），吐蕃势力在今塔城乡设“神川都督府”及“铁桥节度”。兴元元年(784年)，南诏王异牟寻建北岳庙，将玉龙雪山封作“北岳”。贞元十年（794年），南诏王异牟寻派兵攻打吐蕃，成功占领吐蕃的“神川都督府”所属铁桥城等16城，也设立“铁桥节度”，开始对今丽江、迪庆及西南等地区进行管理。
- 大理国时期属剑川节度，后划为成纪镇（今永胜县）善巨郡，涵盖了丽江、石鼓、巨甸。1254年，在忽必烈远征大理国时，在石鼓设“茶罕章管民官”[5]。
- 1271年，元世祖忽必烈建立元朝后改作“茶罕章宣慰司”[6]。1276年，又该称“丽江路军民总管府”（后又改作“丽江路宣慰司”），自此，“丽江”一词开始使用。元代后期，木氏先祖将大研镇（今丽江古城）选为他们的政治中心[5]。
- 明洪武15年（1382年），这个区域纳入明朝版图，设“丽江府”。也是在明朝统治时期，丽江古城不断发展[5]。
- 清朝沿袭了明代的“丽江府”。雍正元年（1723年）在改土归流下，废除了木氏土司的统治权[5][7]:7。
- 1936年4月24日至26日，贺龙、任弼时等率领的中国工农红军第二、第六军团在今石鼓镇抢渡金沙江北上。中华人民共和国成立后修建了通高8.1米高的“红军长征渡口纪念碑”以示纪念[8]。

## 地理
玉龙纳西族自治县位于云南省西北部，东经99°23′－101°31′，北纬25°59′－27°56′处，南北长150.7公里，东西宽112公里，全县面积6,392.6平方公里。县位于横断山脉南麓，总体以山区地形为主，地势西北高、东南低，兼有盆地、河谷两种地貌类型。纳西自治县东接丽江古城区、宁蒗彝族自治县，南与剑川县、鹤庆县相接，西邻维西县、兰坪县，北隔金沙江与香格里拉县及四川省木里县相望。玉龙纳西族自治县最高点为玉龙雪山主峰扇子陡，为5,596米；最低海拔处在鸣音乡洪门挖金坪村江面，为1,370米。全县森林覆盖面积达4,123.2平方公里，森林覆盖率72.3%左右。
金沙江流经境内364千米，其由西北塔城乡入境，在石鼓镇转北流，形成了著名的长江第一湾。并在流向玉龙雪山和哈巴雪山之间形成世界上最深峡谷之一的虎跳峡。

拉市海

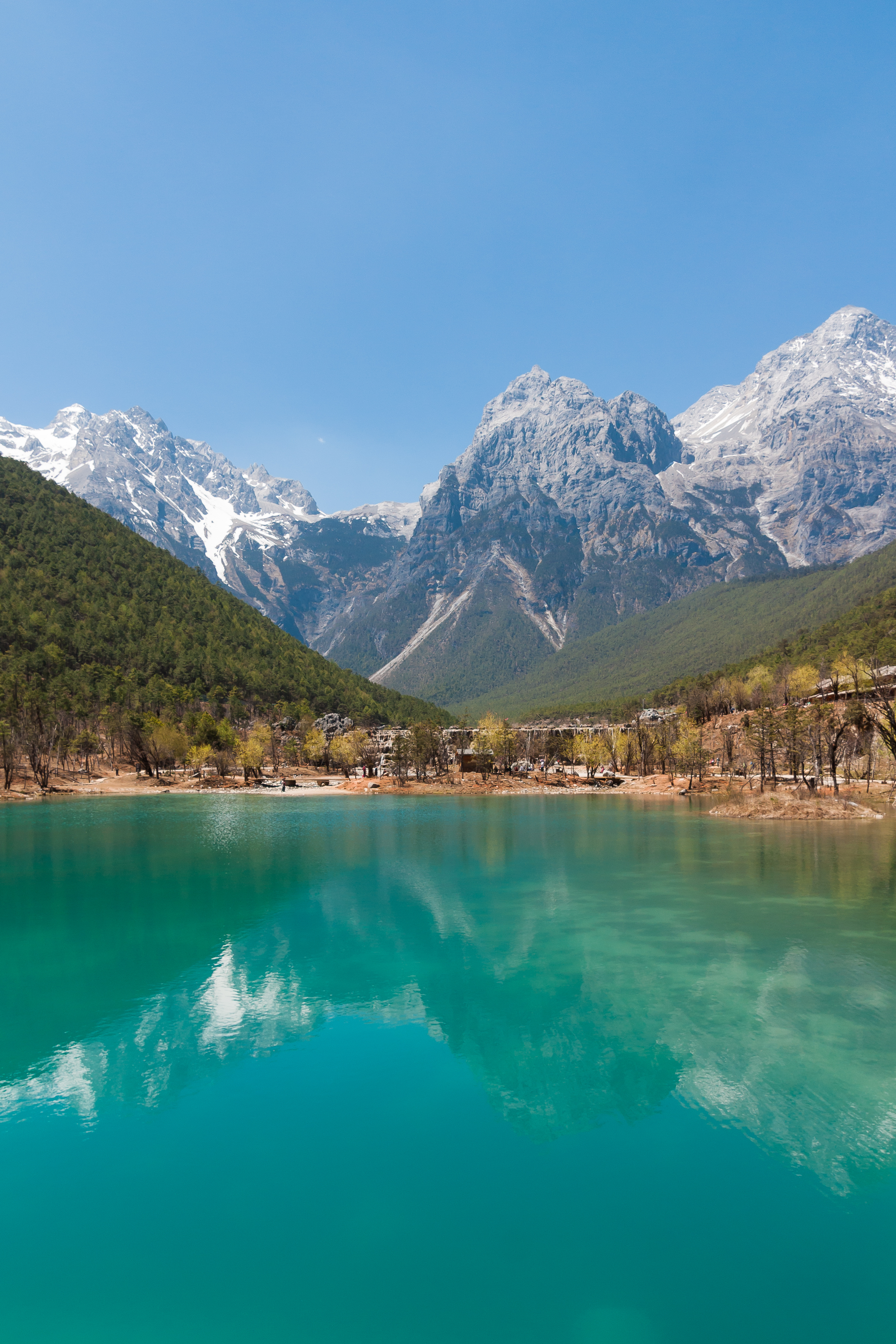
玉龙雪山风景区山麓及湖泊

## 行政区划
玉龙纳西族自治县下辖1个街道、6个镇、6个乡、3个民族乡：
黄山街道、石鼓镇、巨甸镇、鸣音镇、奉科镇、白沙镇、拉市镇、太安乡、龙蟠乡、黎明傈僳族乡、鲁甸乡、塔城乡、大具乡、宝山乡、石头白族乡和九河白族乡。

## 经济
2022年，玉龙县生产总值达112.03亿元，按可比价格计算，比上年增长8.7%。其中第一产业增加值21.67亿元，增长4.8%；第二产业增加值47.10亿元，增长19.7%；第三产业增加值43.26亿元，增长1.1%。三次产业结构为19.4∶42∶38.6。人均生产总值50,126元。城乡常住居民人均可支配收入分别为34,949元、16,044元。职工年平均工资115,540元。地方一般公共预算收入6.59亿元，人均2,950元。地方一般公共预算支出26.87亿元，人均12,022元。

## 人口
2020年第七次人口普查结果，玉龙纳西族自治县总人口（常住人口）共有224,039人，城镇人口78,961人（占35.24%），乡村人口145,078人（占64.76%）。共有男性116,411人、女性107,628人，性别比为108.16。0—14岁人口共35,866人（占16.01%），15—59岁人口共149,553人（占66.75%），60岁及以上人口共38,620人（占17.24%），其中65岁及以上人口共28,443人（占12.70%）。大学专科学历及以上人口有24,682人，15岁以上的文盲有15,032人，占15岁以上人口的7.99%。

## 交通
- 西丽高速、 蓉丽高速、 大丽高速、 214国道、 353国道过境。
- 大丽铁路：丽江站